# アドルフ＝フェリックス・カルス
アドルフ＝フェリックス・カルス（Adolphe-Félix Cals、1810年10月17日 - 1880年10月3日）は、フランスの画家、版画家である。

## 略歴
パリの中流階級の出身で、体が弱かったので、両親は版画家のアンセラン(Jean-Louis Anselin)のもとで学ばせ、1823年にアンセランが亡くなった後はニコラ・ポンス(Nicolas Ponce)やジャン・ボスク(Jean Bosq)に学んだ。1828年に絵画に転じ、レオン・コニエの教室で学んだが、比較的古めかしいコニエのスタイルになじめず短期間でコニエのもとを離れた。1835年からサロン・ド・パリに肖像画や風景画の出展を始めた。1840年頃、コニエの教室で知り合った女性と結婚した。
1860年にパリの画商、ピエール＝フィルマン・マルタン(Pierre-Firmin Martin)に作品を評価され、マルタンはカルスの絵を売ってくれ、パトロンの美術収集家のドリア伯爵(Count Armand Doria)に紹介してくれた。フランス北部、オワーズ県の伯爵の邸に招かれて作品を描き、伯爵の友人たちに作品が売れた。安定した生活を得たカルスはオランダ出身の画家、ヨハン・ヨンキントのパリでの生活を援助した友人の一人となった。
1863年に、クロード・モネやエドガー・ドガ、カミーユ・ピサロとともに「落選展」に出展した。カルスは印象派の先駆をなしたとされるジャン＝バティスト・カミーユ・コローやヨハン・ヨンキントのスタイルに影響を受けたとされる。
1871年からノルマンディの港町、オンフルールでの活動を始め、パリと行き来する生活をした。1873年からオンフルールに住むことに決め、近郊の風景を描いた。
クロード・モネに誘われて、1874年の第1回印象派展に出展し、その後も何度か印象派展に出展したが、カルスは印象派展に出展した画家たちよりも世代が上の画家であった。
1880年にオンフルールで死去した。

## 作品

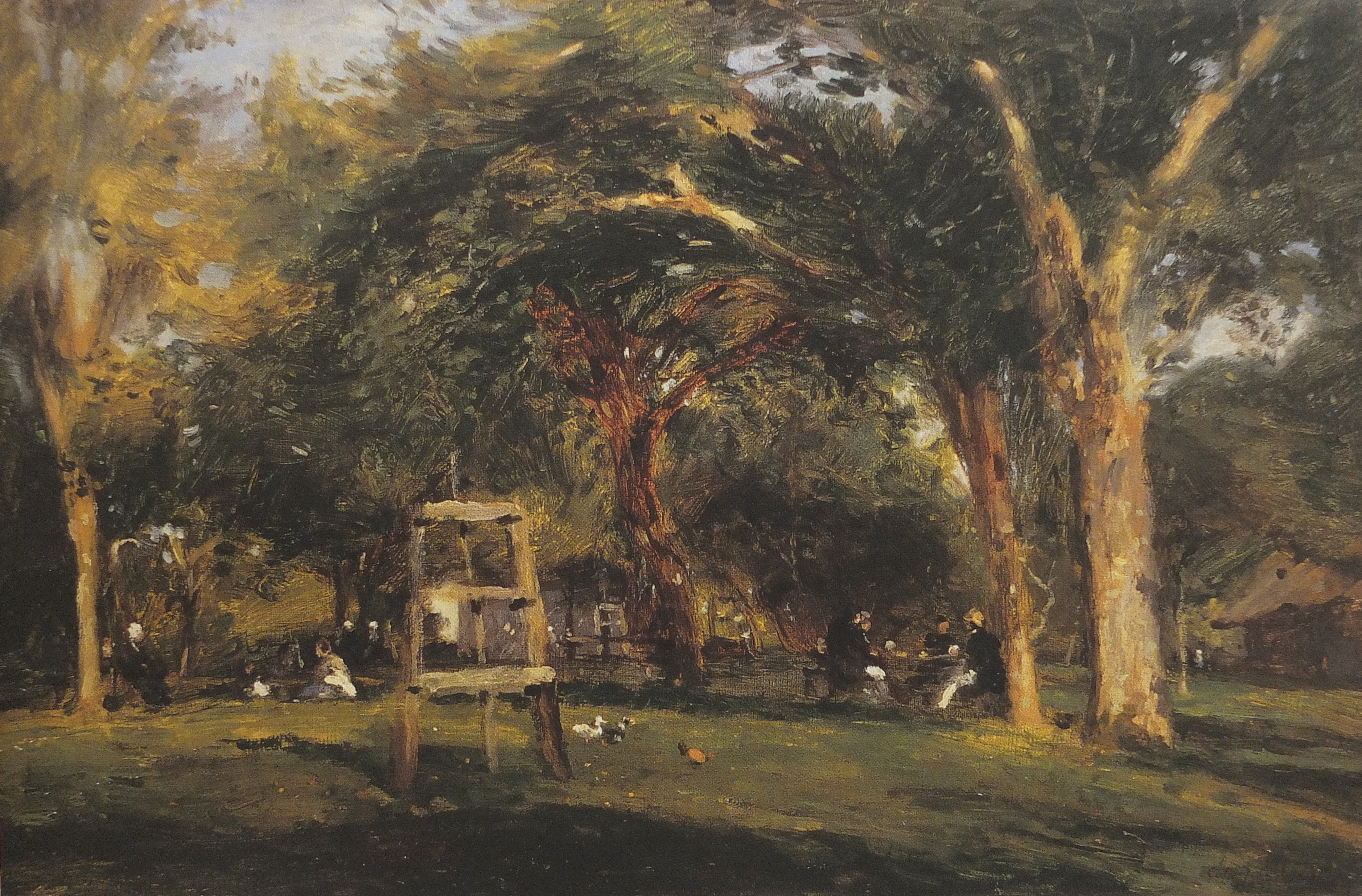
サンシメオン（オンフルール）(1879)
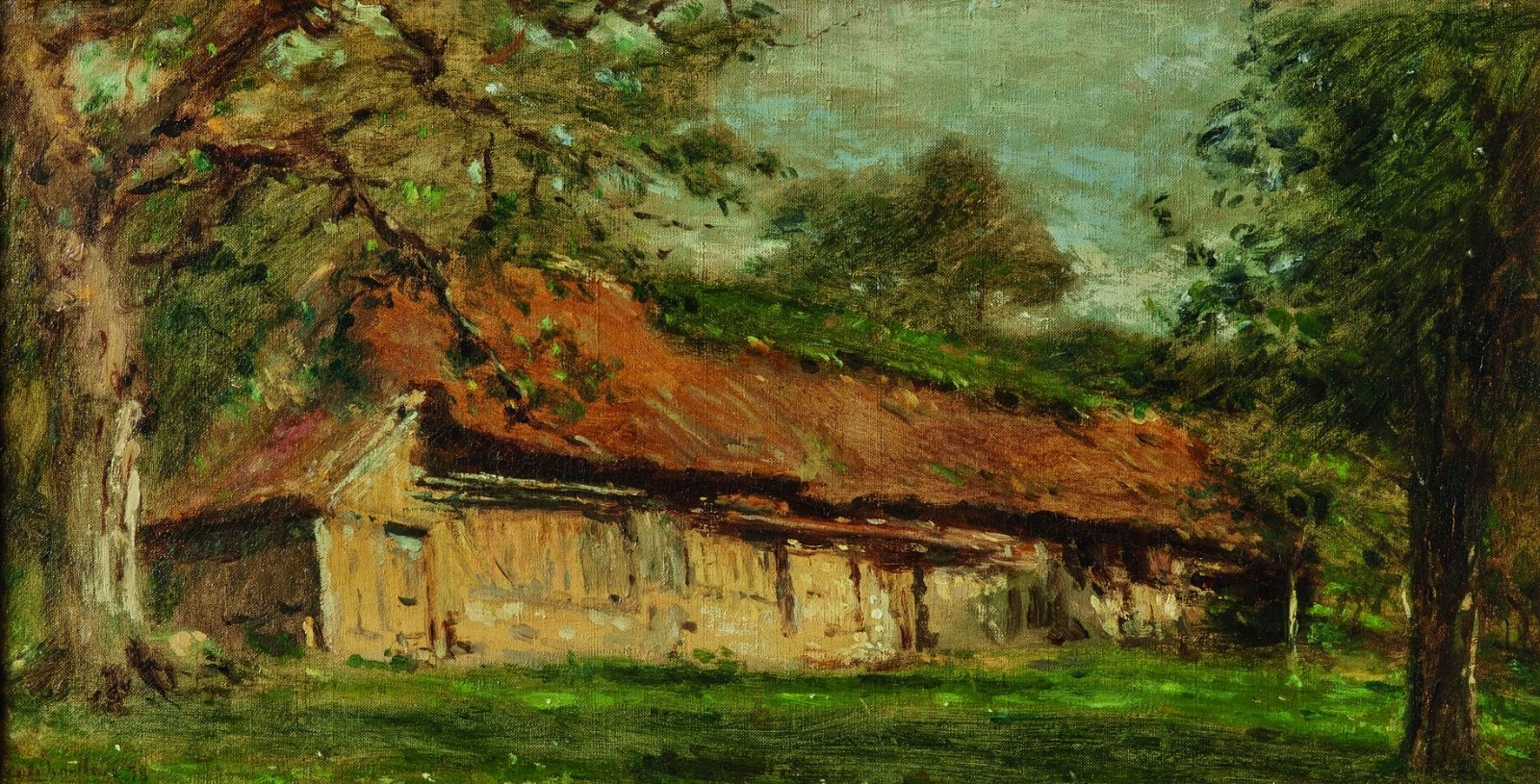
オンフルールの風景
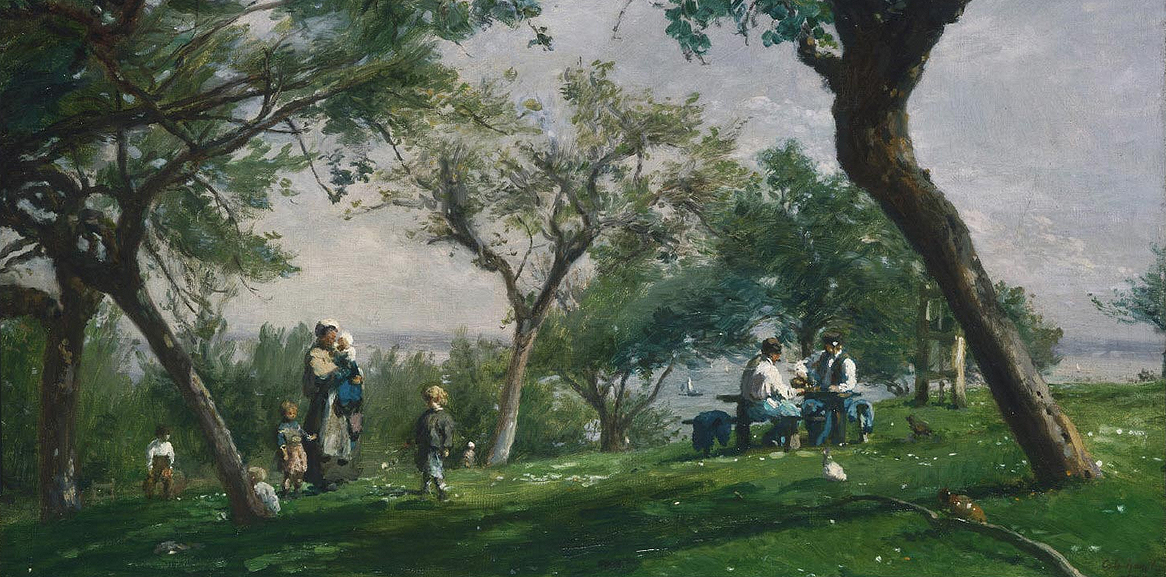

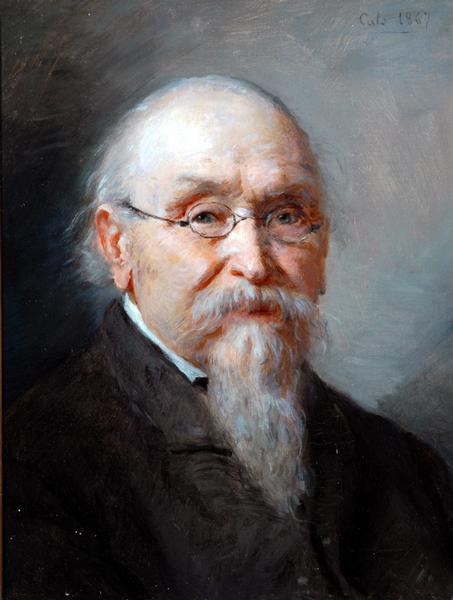
Karl Joseph Kuwasseg-画家
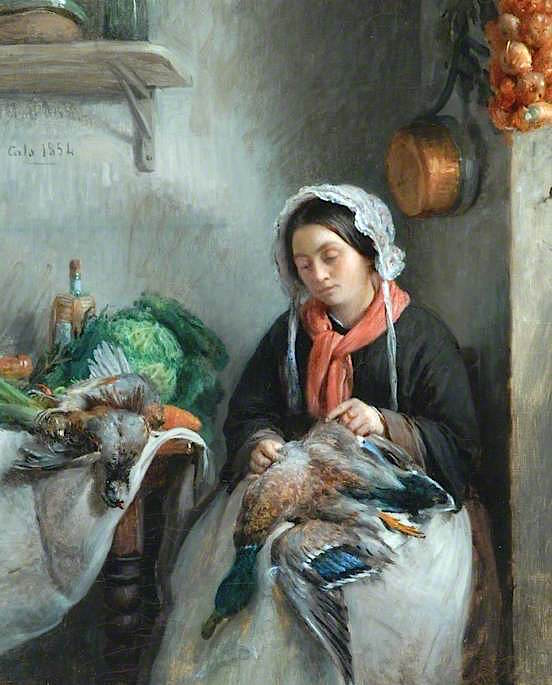
アヒルを料理する女 (1854)
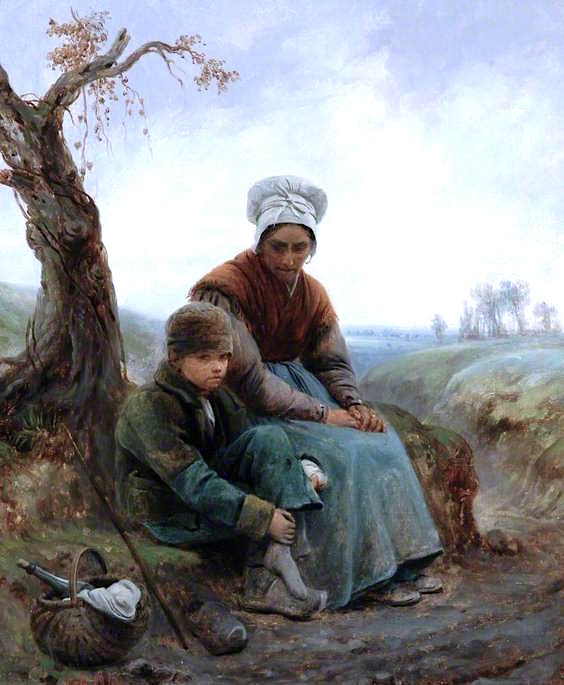
農民の母子
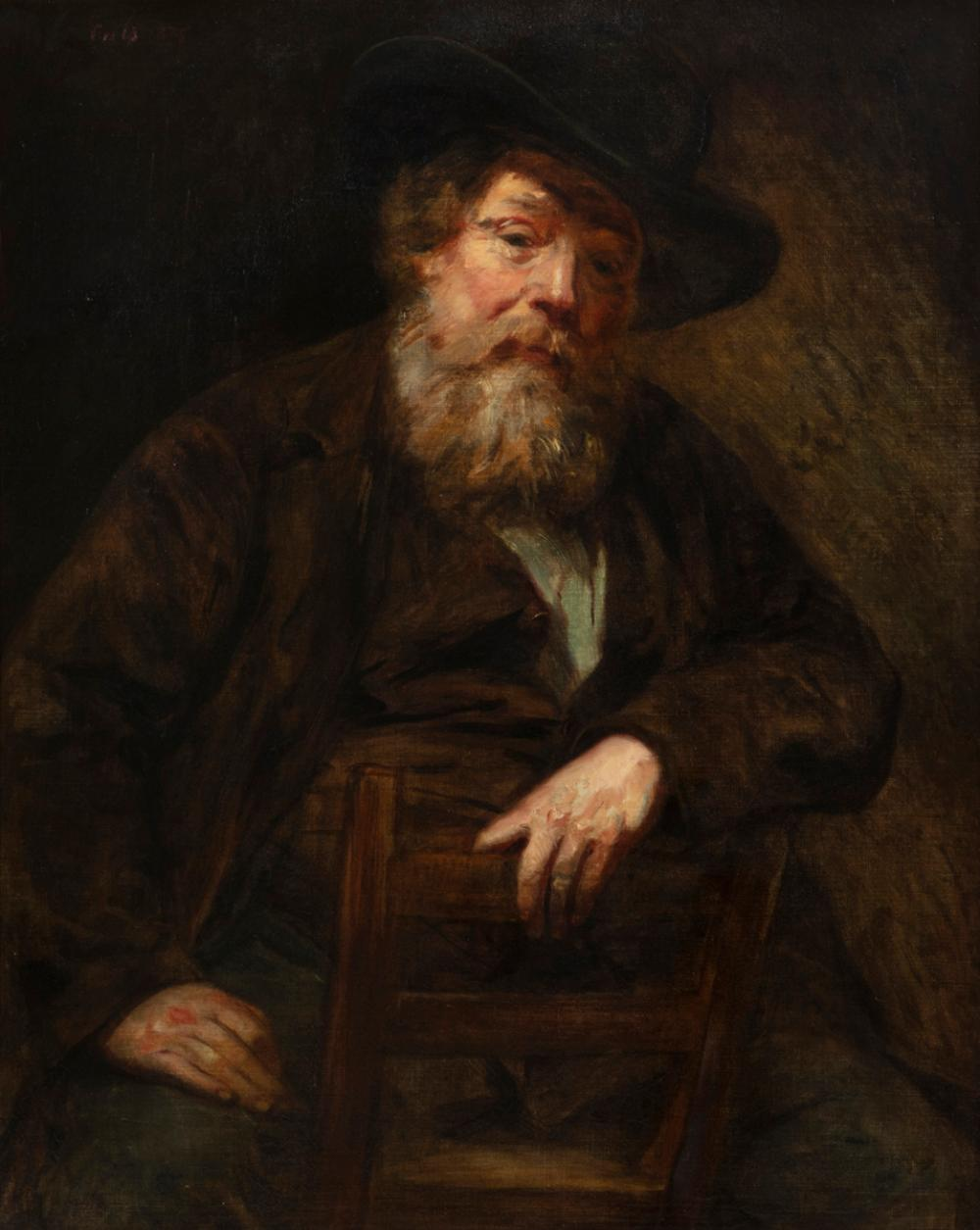
(1875)